# Enza Soldi
Enza Soldi (...) è una conduttrice televisiva e attrice italiana, interprete del cinema negli anni cinquanta.

## Biografia
Inizia la carriera nel teatro di rivista, dove è primadonna in alcune compagnie; nel 1951, soubrette nella compagnia di Ugo Tognazzi, rimane sfregiata in volto per le conseguenze di un incidente stradale causato dalla guida pericolosa di Tognazzi, che sarà chiamato anni dopo a risarcire il danno.
Ha anche una breve carriera cinematografica, che inizia nel 1950 nel film I cadetti di Guascogna di Mario Mattoli con Walter Chiari, Ugo Tognazzi e Carlo Campanini. Nel 1951 figura nel cast del film Una bruna indiavolata di Carlo Ludovico Bragaglia con Tognazzi e Silvana Pampanini, mentre nel 1954 recita in Milanesi a Napoli di Enzo Di Gianni con Nino Taranto, Campanini e ancora Tognazzi.
Nel 1958 appare nel film I prepotenti di Mario Amendola con Aldo Fabrizi, Nino Taranto e Ave Ninchi. Dopo aver partecipato a questa pellicola partecipa ad alcuni sceneggiati televisivi fino al 1960.
Attiva come conduttrice televisiva, presenta Canzonissima nel 1958 con Renato Tagliani, Ugo Tognazzi, Walter Chiari e Gianni Agus; Serata di varietà alla Fiera del Levante nel 1960, con Silvio Noto; Canzoni e nuvole nel 1963, con Nunzio Filogamo; il programma per ragazzi Telecruciverba nel 1964, dove è accompagnata da un giovane Pippo Baudo. È anche attiva alla radio, dove tra le altre cose conduce sul Secondo Programma il programma musicale Nate ieri nel 1962, il programma di amarcord Al miei tempi nel 1963, al fianco di Nino Besozzi,, il programma di Enrico Vaime Buccia di banana nel 1966, insieme ad Ernesto Calindri, e recita in alcuni drammi radiofonici.

## Filmografia

### Cinema
- I cadetti di Guascogna, regia di Mario Mattoli (1950)
- Una bruna indiavolata, regia di Carlo Ludovico Bragaglia (1951)
- Milanesi a Napoli, regia di Enzo Di Gianni (1954)
- I prepotenti, regia di Mario Amendola (1959)

### Televisione
- Un paese che legge, episodio di Aprite: polizia!, regia di Daniele D'Anza (1958)

## Varietà radio RAI
- Canzoni sotto spirito, programma musicale di Italo Terzoli e Bernardino Zapponi con Enza Soldi, Ernesto Calindri, regia Pino Gilioli 1962.